# L'Angliru
L'Angliru (en asturià: L'Angliru, en castellà: El Angliru) és una collada del Principat d'Astúries, a Espanya. És una zona de pastures i abeurador de bestiar, que rep el nom per sinècdoque del Llac l'Angliru i que està situada al cor de la Serra de l'Aramo, al consell de Riosa (Astúries, Espanya). Situat a 1.570 msnm d'altitud, constitueix un espai natural de gran bellesa ubicat entre alguns dels cims més importants d'aquesta serra, com són El Gamonal (i no La Gamonal com a vegades se l'anomena i amb el qual a vegades es confon L'Angliru mateix), el Moncuevu i El Barriscal. Fins a aquest enclavament arriba la carretera local procedent de La Vega de Riosa, el que fa que sigui aquesta la forma més directa d'accedir al Pic Gamonal (1.712 m.).

## Ciclisme
De ser conegut només pels ramaders locals i excursionistes, va passar a cobrar fama internacional després de ser inclòs com a final d'etapa en la Volta ciclista a Espanya el 1999, donada la gran duresa de l'ascensió, que assoleix en alguns trams pendents màxims del 23,5% a la Cueña les Cabres, un dels ports de muntanya asfaltats més difícils del ciclisme mundial. De fet, L'Angliru és considerat com el cim de major duresa, junt amb el Mortirolo i el Zoncolan a Itàlia, d'entre els ports i pujades inclosos en les tres grans voltes ciclistes per etapes d'Europa.
El 1996 l'asturià i director d'informació de l'ONCE, Miguel Prieto, després de visitar El Gamonal es va posar en contacte amb l'empresa organitzadora de la Volta ciclista a Espanya (Unipublic) proposant l'esmentada ascensió com a final d'etapa. Aquesta proposta va ser ben acceptada, estant com estava en aquell moment La Vuelta buscant un final d'etapa del mateix renom, ressonància i duresa com era l'ascensió als Llacs de Covadonga. El 1997 l'Ajuntament de Riosa va arreglar la carretera i el 1999 va ser per primera vegada final d'etapa.
La victòria de Jose María «Chava» Jiménez sortint de la boira i avançant al rus Pàvel Tonkov als últims metres va situar el cim de L'Angliru a l'olimp del ciclisme internacional. Posteriorment han guanyat al seu cim Gilberto Simoni (2000), Roberto Heras (2002), Alberto Contador (2008) i Juanjo Cobo (2011), reconeguts escaladors a escala mundial, cosa que demostra la seva dificultat. Actualment a l'entrada de la carretera que condueix al cim, a la localitat de La Vega-Riosa, s'ha col·locat un cartell que diu: Angliru, l'Olimp del Ciclisme, el que reflecteix la importància que ha tingut la Vuelta Espanya pel concejo de Riosa.
Totes les ascensions professionals han vingut acompanyades prèviament de l'alt del Cordal, de 1a categoria, amb l'últim quilòmetre i mig a més del 12% de pendent mitjà el que unit al seu perillós descens (on han caigut corredors com Abraham Olano i Igor Antón) fa que el grup principal arribi seleccionat a peu de L'Angliru augmentant-se la ja de per si duresa del port a causa d'aquest desgast previ.

### Guanyadors de l'etapa de L'Angliru a la Vuelta a Espanya
| Edició | Guanyador          | Millor temps d'ascensió                  |
| ------ | ------------------ | ---------------------------------------- |
| 1999   | José María Jiménez | José María Jiménez i Pàvel Tonkov: 44:50 |
| 2000   | Gilberto Simoni    | Roberto Heras: 41:55                     |
| 2002   | Roberto Heras      | Roberto Heras: 43:41                     |
| 2008   | Alberto Contador   | Alberto Contador: 43:12                  |
| 2011   | Juanjo Cobo        | Juanjo Cobo: 43:44                       |
| 2013   | Kenny Elissonde    | Chris Horner: 43:06                      |
| 2017   | Alberto Contador   |                                          |

### L'Angliru en xifres
- Altitud: 1.570 msnm
- Longitud: 13,1 km
- Desnivell: 1.255 metres
- Pendent mitjà: 10,13%
- Pendent màxim: 23,6% (el duríssim Mortirolo té un màxim del 18%)
- Nivell d'esforç: 328
- Temps aproximat: 122 minuts

### Pendents màxims
- Inici (primers 5 km): 9,1%
- Les Cabanes (km 7): 22%
- Llagos (km 8,5): 14,5%
- Los Picones (km 9,5): 20%
- Cobayos (km 10,2): 21,5%
- La Cueña les Cabres (km 10,8): 23,6%
- L'Aviru (km 11,5): 21,5%
- Les Piedrusines: 20%

### Recorregut
Els primers 5 quilòmetres són relativament senzills, dins de la seva duresa, fins a arribar a la zona recreativa de Viapará. El quilòmetre més dur d'aquest tram assoleix el 9,1% de pendent mitjà. Fins i tot Viapará es pot accedir també a través del poble de Santa Eulalia i Busloñé. A Viapará es troba un quilòmetre de fals pla al 2,1%de mitjana.
Després de Viapará queden els 6 km més difícils. En primer lloc en aquesta segona part es troba Las Curvas de Les Cabanes amb un pendent del 22% durant 150 metres. La següent corba és la de Llagos on el pendent és del 14,5%. A continuació es troben La Curva Los Picones (20% màxim) i La Curva Cobayos, una prominent forquilla d'un 21,5% màxim, aquestes dues corbes desemboquen en La Cueña Les Cabres on el pendent màxim arriba al 23,5%, màxim de tota la pujada. Les dues últimes grans rampes són les de L'Aviru i Les Piedrusines amb pendents màxims de 21,5%i 20%respectivament.

### L'Angliru i el seu fals mite sobre les diferències
Aquest port ha estat objecte de diferents mites sobre la seva duresa. Potser el més conegut sigui el que produeix poques diferències a causa de la poca velocitat que poden anar els ciclistes, sense atacs o durs canvis de ritme, ja que entre els primers hi ha poca diferència de velocitat, amb prou feines 2-3 km/h. Aquesta teoria, defensada per molts ciclistes i periodistes, s'ha anat generalitzant al llarg dels anys malgrat que les dades reals diguin el contrari.
Si bé és cert que la velocitat d'ascensió és baixa en ocórrer aquest fet provoca que la diferència en segons sigui major malgrat que la diferència en distància sigui petita. Un exemple pràctic: una ascensió de dificultat moderada en el que un ciclista aconsegueixi mantenir una velocitat mitjana de 24 km/h sobre un grup que vagi a 18 km/h aconseguirà molta menys diferència (50 segons per quilòmetre) que anant a 8 km/h si la resta va a 6 km/h (2 minuts i 30 segons per quilòmetre); malgrat ser velocitats "equivalents" en ser exactament tres vegades menor la diferència en temps és tres vegades major. A més, cal tenir en compte el fet que en la majoria de ports alguns ciclistes poden aguantar el ritme anant a roda durant alguns metres mentre en L'Angliru és pràcticament impossible a causa de la seva duresa extrema podent augmentar-se més ràpid aquestes diferències.
Però a part de les dades teòriques els pràctics també afirmen que és el port que més diferències ha fet en la Volta ciclista a Espanya en tota la seva història i un dels quals més al món, amb unes diferències que en alguns casos triplica i quadruplica a la d'altres ports tradicionals de la ronda espanyola i d'altres Grans Voltes. Com mostra la següent comparativa de diferències amb altres ports finals d'etapa des de l'any 1999 (primera ascensió a L'Angliru).
| Any                | Diferència 1r-2n | Diferència 1r-3r | Diferència 1r-5è | Diferència 1r-10è |
| ------------------ | ---------------- | ---------------- | ---------------- | ----------------- |
| 1999               | m. t.            | 1' 01"           | 1' 44"           | 3' 09"            |
| 2000               | 2' 19"           | 2' 58"           | 4' 27"           | 5' 46"            |
| 2002               | 1' 35"           | 1' 41"           | 2' 16"           | 2' 42"            |
| 2008               | 42"              | 58"              | 1' 32"           | 3' 01"            |
| 2011               | 48"              | 48"              | 1' 21"           | 1' 35"            |
| Diferència mitjana | 1' 05"           | 1' 29"           | 2' 16"           | 3' 15"            |

| Any                | Diferència 1r-2n | Diferència 1r-3r | Diferència 1r-5è | Diferència 1r-10è |
| ------------------ | ---------------- | ---------------- | ---------------- | ----------------- |
| 2000               | 57"              | 1' 00"           | 1' 35"           | 2' 02"            |
| 2001               | 33"              | 58"              | 1' 21"           | 1' 21"            |
| 2005               | 1' 20"           | 1' 32"           | 1' 44"           | 2' 36"            |
| 2007               | 1' 06"           | 1' 06"           | 1' 06"           | 1' 49"            |
| 2010               | 1' 07"           | 1' 14"           | 2' 10"           | 2' 26"            |
| Diferència mitjana | 1' 01"           | 1' 10"           | 1' 43"           | 2' 03"            |

| Any                | Diferencia 1º-2º | Diferencia 1º-3º | Diferencia 1º-5º | Diferencia 1º-10º |
| ------------------ | ---------------- | ---------------- | ---------------- | ----------------- |
| 2003 (per Sutrio)  | 34"              | 39"              | 43"              | 1' 31"            |
| 2007 (per Ovaro)   | m. t.            | 7"               | 37"              | 2' 02"            |
| 2010 (per Ovaro)   | 1' 19"           | 1' 30"           | 2' 26"           | 3' 46"            |
| 2011 (por Ovaro)   | 33"              | 39"              | 1' 20"           | 2' 10"            |
| Diferència mitjana | 37"              | 44"              | 1' 17"           | 2' 22"            |

| Any                | Diferencia 1º-2º | Diferencia 1º-3º | Diferencia 1º-5º | Diferencia 1º-10º |
| ------------------ | ---------------- | ---------------- | ---------------- | ----------------- |
| 2002               | 18"              | 18"              | 48"              | 1' 04"            |
| 2003               | m. t.            | 2"               | 56"              | 1' 02"            |
| 2006               | m. t.            | 30"              | 35"              | 48"               |
| 2009               | 2' 23"           | 3' 08"           | 3' 22"           | 3' 49"            |
| Diferència mitjana | 40"              | 1' 00"           | 1' 10"           | 1' 41"            |

| Any                | Diferència 1r-2n | Diferència 1r-3r | Diferència 1r-5è | Diferència 1r-10è |
| ------------------ | ---------------- | ---------------- | ---------------- | ----------------- |
| 2001               | 54"              | 1' 08"           | 1' 29"           | 2' 30"            |
| 2003               | 40"              | 40"              | 40"              | 2' 47"            |
| 2011               | 7"               | 10"              | 30"              | 50"               |
| Diferencia mitjana | 34"              | 40"              | 53"              | 1' 47"            |

| Any                | Diferència 1r-2n | Diferència 1r-3r | Diferència 1r-5è | Diferència 1r-10è |
| ------------------ | ---------------- | ---------------- | ---------------- | ----------------- |
| 2002 (per Becedas) | 29"              | 1' 01"           | 2' 05"           | 3' 03"            |
| 2005               | 36"              | 50"              | 1' 04"           | 2' 09"            |
| 2006               | m. t.            | 7"               | 22"              | 42"               |
| 2007               | 1' 06"           | 1' 06"           | 1' 06"           | 1' 49"            |
| 2011               | m. t.            | 3"               | 7"               | 12"               |
| Diferència mitjana | 26"              | 37"              | 57"              | 1' 47"            |

| Any                | Diferència 1r-2n | Diferència 1r-3r | Diferència 1r-5è | Diferència 1r-10è |
| ------------------ | ---------------- | ---------------- | ---------------- | ----------------- |
| 2002 (La Mongie)   | 7"               | 13"              | 1' 16"           | 1' 52"            |
| 2004 (La Mongie)   | m. t.            | 20"              | 33"              | 1' 03"            |
| 2010 (Tourmalet)   | m. t.            | 1' 18"           | 1' 32"           | 2' 14"            |
| Diferència mitjana | 2"               | 37"              | 1' 07"           | 1' 40"            |

| Any                | Diferència 1r-2n | Diferència 1r-3r | Diferència 1r-5è | Diferència 1r-10è |
| ------------------ | ---------------- | ---------------- | ---------------- | ----------------- |
| 1999               | m. t.            | m. t.            | 6"               | 1' 42"            |
| 2003               | m. t.            | 51"              | 54"              | 3' 31"            |
| 2006               | m. t.            | m. t.            | 17"              | 2' 29"            |
| 2008               | 34"              | 34"              | 39"              | 39"               |
| Diferència mitjana | 9"               | 21"              | 29"              | 2' 08"            |

| Any                | Diferència 1r-2n | Diferència 1r-3r | Diferència 1r-5è | Diferència 1r-10è |
| ------------------ | ---------------- | ---------------- | ---------------- | ----------------- |
| 2004               | 3"               | 31"              | 1' 01"           | 2' 20"            |
| 2006               | 4"               | 6"               | 7"               | 29"               |
| 2010               | 13"              | 13"              | 1' 10"           | 1' 34"            |
| Diferència mitjana | 7"               | 17"              | 46"              | 1' 28"            |

| Any                | Diferència 1r-2n | Diferència 1r-3r | Diferència 1r-5è | Diferència 1r-10è |
| ------------------ | ---------------- | ---------------- | ---------------- | ----------------- |
| 2001               | 15"              | 15"              | 22"              | 1' 04"            |
| 2004               | 4"               | 10"              | 25"              | 1' 09"            |
| 2009               | 33"              | 36"              | 44"              | 50"               |
| Diferència mitjana | 17"              | 20"              | 30"              | 1' 01"            |

## Com arribar
La forma més senzilla d'arribar és a través de la N-630 desviant-se cap a la dreta per l'AS-231 segons es ve d'Oviedo, es passen les poblacions de Las Mazas i La Foz fins que s'arriba a La Vega (capital del consell) on es pren la desviació a la dreta - carretera RI-2 cap a Grandiella- i es comença ja l'ascensió.

## Museu de la Bicicleta
L'Ajuntament de Riosa inicià les obres per a la construcció d'un Museu de la Bicicleta i un hotel adjacent al cim d'aquesta muntanya. Tot i que l'hotel va ser finalitzat, el projecte del Museu quedà paralitzat per manca de diners.